# Święta Weronika
Święta Weronika (zm. w I wieku n.e.) – matrona z Jerozolimy, która – według legendy – niosącemu krzyż Chrystusowi podała chustę do otarcia twarzy, na której miało odbić się oblicze Jezusa, święta Kościołów katolickiego, ormiańskiego i prawosławnego.
Grecko-rzymskie słowo vera eikon („prawdziwy wizerunek”) dało początek imieniu Weronika. Kult świętej Weroniki należy do zakresu pobożności ludowej. Inne periodyki podają źródło imienia Weronika jako wywodzące się z języka greckiego pheronike czyli „niosąca zwycięstwo” (phero = niosę + nike = zwycięstwo).
Legenda o niej pojawiła się w IV wieku i rozwijała się w różnych wersjach aż do późnego średniowiecza, wzbogacana coraz to nowymi szczegółami.
Zasadniczy wątek tego budującego opowiadania mówi o pewnej matronie jerozolimskiej, która wyszła na ulicę, by zobaczyć niosącego krzyż Jezusa. Widok zbitego, osłabionego skazańca upadającego pod ciężarem krzyża tak ją wzruszył, że przecisnęła się przez tłum i białą chustą otarła Jego twarz. Za ten miłosierny czyn otrzymała na chuście odbicie Jego bolesnego oblicza.

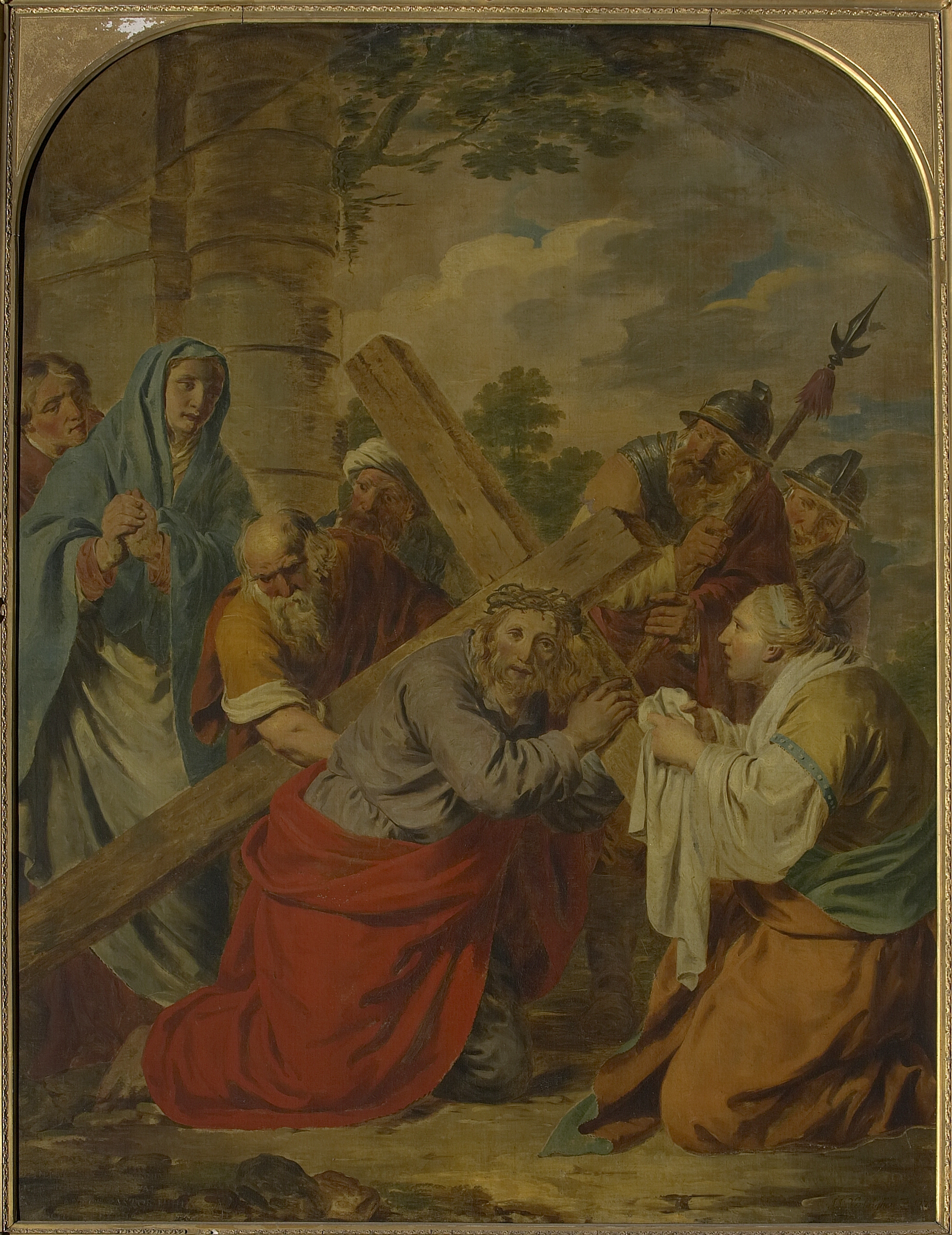
Stacja VI Drogi Krzyżowej - Weronika ociera twarz Pana Jezusa

Według średniowiecznej włoskiej legendy Veraicon (chusta z wizerunkiem Jezusa Chrystusa) Weronika uleczyła cesarza Tyberiusza, a później została ofiarowana papieżowi Klemensowi. Podania francuskie opisują życie św. Weroniki, które miało przebiegać u boku nawróconego Zacheusza, a zakończyć się misją przeniesienia relikwii Marii z Nazaretu do Soulac. Natomiast niektóre źródła utożsamiają ją z kobietą uleczoną przez Jezusa Chrystusa z krwotoku.
Święta Weronika jest patronką fotografów, gospodyń parafialnych, szwaczek, tkaczy oraz kupców. Jest również orędowniczką w przypadku poważnych obrażeń, krążenia krwi i dobrej śmierci.
Jej wspomnienie liturgiczne w Kościele katolickim obchodzone jest 4 lutego.
Kościoły wschodnie, z uwagi na liturgię według kalendarza juliańskiego, wspominają świętą:
- Kościół ormiański – 16/29 sierpnia[d], tj. 29 sierpnia według kalendarza gregoriańskiego,
- Kościół prawosławny – 12/25 lipca, tj. 25 lipca.

W ikonografii jej atrybutem jest chusta z odbiciem twarzy Jezusa.
Relikwie chusty św. Weroniki przechowywane są w Capilla Mayor katedry w Jaén.